# Józef Miłobędzki
Józef Miłobędzki (ur. w 1877 w Turku, zm. 20 lutego 1938 w Warszawie) – polski leśnik i urzędnik.

## Życiorys
Studiował na Wydziale Leśnym w Instytucie Gospodarstwa Wiejskiego i Leśnictwa w Puławach, który ukończył w 1899 roku.
Do wybuchu I wojny światowej pracował w zarządzie lasów b. Księstwa Warszawskiego. W marcu 1918 roku, w okresie Rady Regencyjnej, został naczelnikiem świeżo powołanego Wydziału Leśnego Ministerstwa Rolnictwa i Dóbr Koronnych. 16 października 1918 roku wydział został przekształcony w Sekcję Leśnictwa. Utworzono Wydział Ochrony Lasów, którego kierownictwo powierzono Józefowi Miłobędzkiemu. Stanowisko to później przejął Jan Miklaszewski, a Józef Miłobędzki utworzył prywatne biuro leśne.
11 listopada 1918 r. kierował przejęciem w asyście wojskowej przez polskich leśników siedziby resortu rolnictwa przy ul. Krakowskie Przedmieście 69 oraz biur głównego zarządu lasów, które mieściły się w Galerii Luxenburga w Warszawie.
W 1925 roku Adam Loret powołał Józefa Miłobędzkiego na stanowisko inspektora lasów w Dyrekcji Warszawskiej Lasów Państwowych. Po utworzeniu Dyrekcji Naczelnej Lasów Państwowych Józef Miłobędzki został przeniesiony na stanowisko kierownika inspekcji głównej. Przejściowo, w maju 1928 roku, pełnił on czasowo obowiązki dyrektora Lasów Państwowych w Białowieży w miejsce zwolnionego na własną prośbę Stanisława Zaniewskiego. Następnie powrócił do Warszawy. Od 1 lutego 1934 roku powierzono mu obowiązki kierownika działu produkcji. Na tym stanowisku pozostawał do czasu swojej śmierci w dniu 20 lutego 1938 roku.
Brat chemika Tadeusza Miłobędzkiego. Pochowany na cmentarzu Powązkowskim w Warszawie.

## Twórczość
- Ginące drzewo[4]